# 普鲁登特总统城
普鲁登特总统城是巴西圣保罗州的一个市镇。总面积562.107平方公里，总人口230789人，人口密度410.6人/平方公里。